# Стефаньский, Витольд
Витольд Якуб Стефаньский (пол. Witold Jakub Stefański; 25 июля 1891, Кельце, Келецкая губерния, Российская империя — 18 июля 1973, Варшава, Польша) — российский и польский зоолог и паразитолог, член Польской АН (1952-73).

## Биография
Родился Витольд Стефаньский 25 июля 1891 года в Кельце. С 1913 по 1917 год обучался в Женеве у профессора Юнга.
Был одним из организаторов и в течение многих лет деканом ветеринарных факультетов в Люблинском и Варшавском университетах. С 1925 по 1961 год занимал должность директора и профессора института зоологии и паразитологии при ветеринарном факультете Варшавского университета. До 1961 года также был профессором ветеринарного отделения Высшей школы сельского хозяйства.
В 1961 году вышел на пенсию, оставаясь членом Польской академии наук.
Скончался Витольд Стефаньский в 1973 году в Варшаве. Похоронен на варшавском кладбище «Старые Повонзки».

## Научные работы
Основные научные работы посвящены проблемам ветеринарной паразитологии. Написал ряд учебников по общей и ветеринарной паразитологии, разные годы выпуска. Разработал ряд мероприятий по борьбе с паразитарными болезнями сельскохозяйственных животных. Вместе с профессором Густавом Полушинским из Львовского университета считается основателем польской школы ветеринарной паразитологии.

## Членство в обществах
- 1946—73 — Французская ветеринарная академия.
- 1948—73 — Общество паразитологов Польши (член-основатель).
- Институт паразитологии ПАН (член-основатель). Назван его именем.

## Награды
- Офицерский крест Ордена Возрождения Польши (1947)[1]
- Орден «Знамя Труда» (1954)[2]